# Nobre mentira

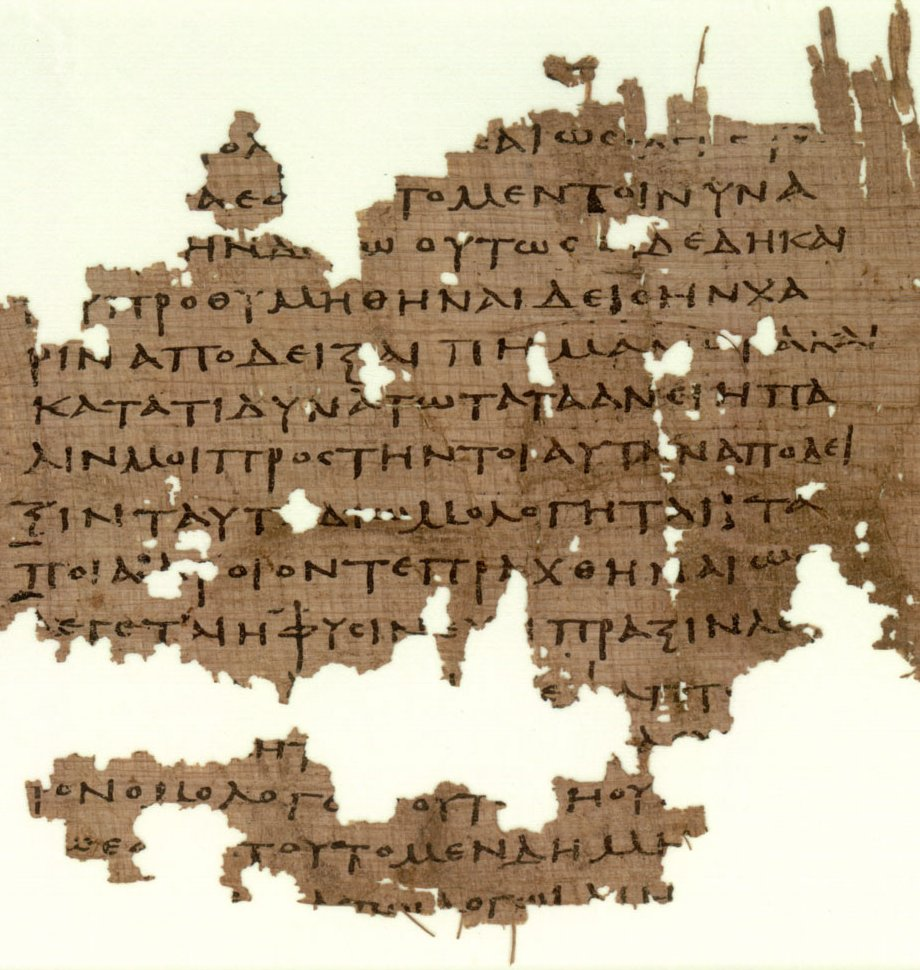
P. Oxy. 3679, um manuscrito do século III d.C., contendo fragmentos de A República de Platão

Em A República de Platão, uma nobre mentira é um mito ou uma mentira propagada conscientemente por uma elite para manter a harmonia social. Platão apresentou a nobre mentira (γενναῖον ψεῦδος, gennaion pseudos) no conto fictício conhecido como o mito ou parábola dos metais, no Livro III. Nele, Sócrates fornece a origem das três classes sociais que compõem a república proposta por Platão. Sócrates propõe e afirma que se as pessoas acreditassem "neste mito...[ele] teria um bom efeito, tornando-as mais inclinadas a cuidar do Estado e umas das outras".

## Crítica
O conceito de nobre mentira, conforme definido por Platão, gerou controvérsia entre os intérpretes modernos. Embora alguns estudiosos clássicos mais antigos, como Francis Cornford, tenham argumentado que "nobre mentira" era uma tradução incorreta, Allan Bloom defendeu uma tradução literal e uma interpretação fiel da expressão de Platão.
Em The Open Society and Its Enemies, Karl Popper observa: "É difícil entender por que os comentaristas de Platão que o elogiam por lutar contra o convencionalismo subversivo dos sofistas e por estabelecer um naturalismo espiritual baseado, em última análise, na religião, não o censuram por fazer de uma convenção, ou melhor, de uma invenção, a base final da religião". A religião para Platão é uma nobre mentira, pelo menos se assumirmos que Platão quis dizer tudo isso sinceramente, não cinicamente. Popper considera que a concepção de religião de Platão teve grande influência no pensamento subsequente.